# Hieracium tatewakii
Hieracium tatewakii là một loài thực vật có hoa trong họ Cúc. Loài này được (Kudô) Tatew. & Kitam. mô tả khoa học đầu tiên năm 1935.